# 서좋은
서좋은은 대한민국의 가수다. 2015년 싱글 《주와 함께》로 데뷔했다.

## 방송
- 가스펠스타C 8 (2018) - 대상

## 음반
- 주와 함께 (2015)
- 인도 (2019)
- Reset (2019)
- 사랑의 시 (2020)
- 나는 소중한사람 (2020)
- 내 인생의 시발점 (2021)
- 인도 (Inst.) (2021)